# غرابوبيتس
غرابوبيتس ( (بالأوكرانية: Грабовець)‏ Hrabovets ) هي قرية في المنطقة الإدارية دوبيتشا سركيفنا ضمن مقاطعة خاينوفكا في محافظة بودلاسكي شمال شرق بولندا، على مقربة من الحدود مع روسيا البيضاء.  تقع على بعد حوالي 3 كيلومتر (2 ميل) جنوب غرب دوبيتشا سركيفنا 16 كيلومتر (10 ميل) جنوب غرب خاينوفكا و 57 كيلومتر (35 ميل) جنوب العاصمة الإقليمية بياويستوك.